# Syrok

Syrok

Syrok (Schrock, Schröck, Scrocken, Syroch, Syrock, Szrok, błędnie Scrocken) – kaszubski herb szlachecki.

## Opis herbu
Herb znany przynajmniej w dwóch wariantach. Opisy z wykorzystaniem zasad blazonowania, zaproponowanych przez Alfreda Znamierowskiego:
Syrok (Schrock, Schröck, Scrocken, Syroch, Syrock, Szrok, błędnie Scrocken): Na tarczy dzielonej w pas w polu górnym, czerwonym, pół jelenia srebrnego, wspiętego, pole dolne szachowane złoto-błękitno Klejnot: Nad hełmem w koronie ogon pawi. Labry: z prawej czerwone, podbite srebrem, z lewej błękitne, podbite złotem.
Syrok odmienny (Syrock): Sama tarcza, barwy nieznane, pół jelenia w lewo wyskakuje zza pasa z bordiurą, obarczonego czterema kamieniami w pas.

## Najwcześniejsze wzmianki
Pieczęć z 1569 wyciśnięta przez Simona Syrocka (wariant odmienny). Wariant uznany za podstawowy pojawił się na mapie Pomorza Lubinusa z 1618, a następnie w herbarzach Nowy Siebmachera, Ledebura (Adelslexikon der preussichen Monarchie von...) oraz Żernickiego (Der polnischen Adel).

## Rodzina Syrok
Drobna, rzadko wzmiankowana rodzina z ziemi lęborskiej, gdzie zamieszkiwali wieś Mierzynko. Pierwsza wzmianka z 1569 (Simon Syrock), kolejne z 1575 (Szirock), 1582 (nieletni spadkobiercy Simona Schrocka), 1609, 1628 (Asmus Schrocke). Nie odnotowani już w spisie hołdowników z 1658, ale żyli jeszcze w 1671 (chociaż prawdopodobnie już bez włości).

## Herbowni
Syrok (Schrock, Schrocke, Schröck, Syroch, Syrock, Szirock, Szrok, błędnie Srocken).
Herb Syrok przypisywano też, zapewne przez podobieństwo przydomka do nazwiska, rodzinie Zuroch-Zmiewskich i Zuroch-Piechowskich. Jest to jednak błąd, rodziny te używały herbu Leliwa.